# 萊貝恩舍湖

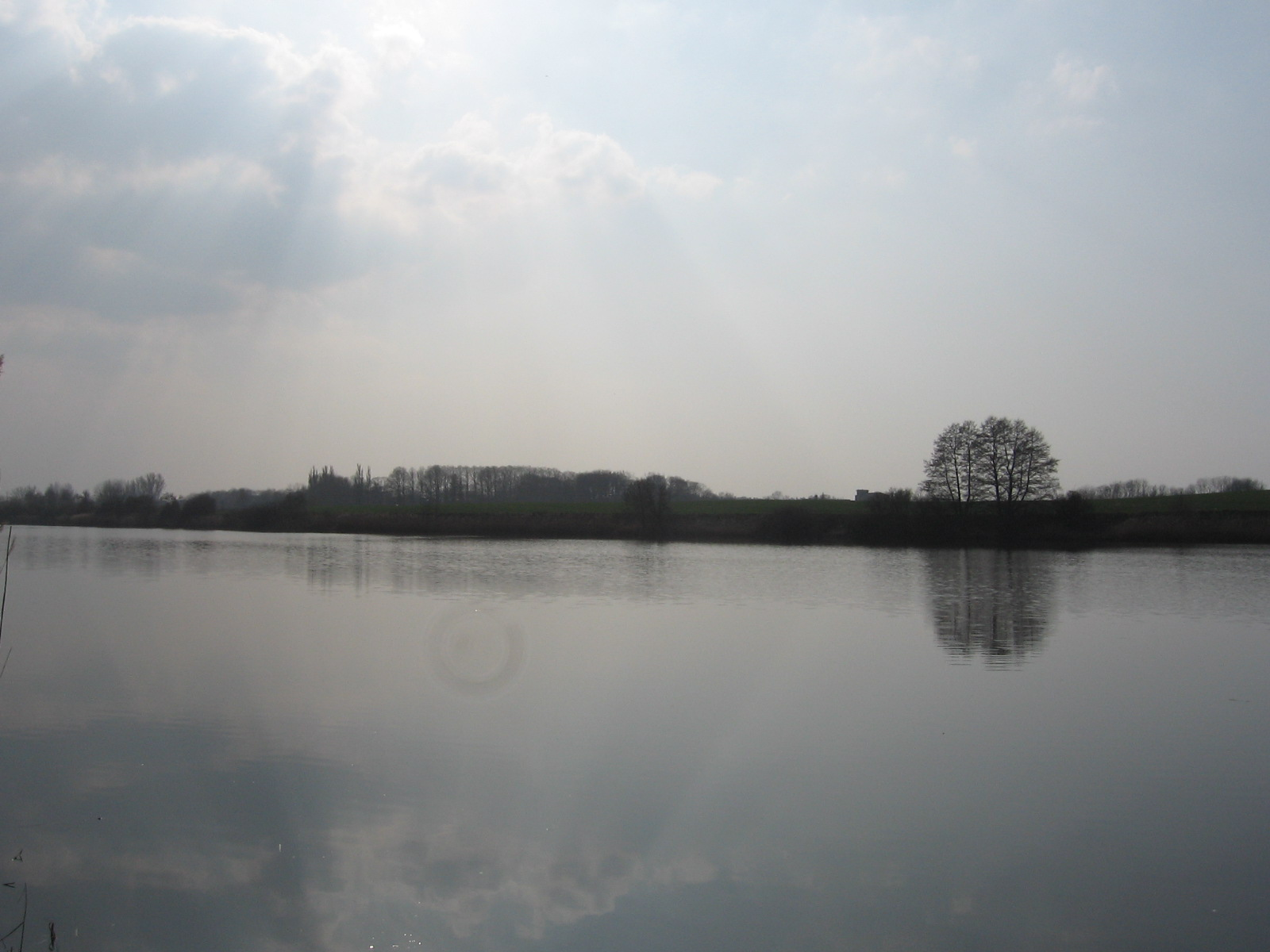

53°22′14″N 14°20′05″E / 53.37063°N 14.33484°E
萊貝恩舍湖（德語：Lebehnscher See），是德國的湖泊，位於該國東北部，由梅克倫堡-前波美拉尼亞州負責管轄，處於前波美拉尼亞-格賴夫斯瓦爾德縣，長1.1公里、寬0.6公里，面積0.56平方公里，海拔高度25米，平均水深3米，最大水深7米，水體容量183萬立方米。